# Saúl Ñíguez
Saúl Ñíguez Esclapez  (* 21. November 1994 in Elche), bekannt als Saúl Ñíguez oder nur Saúl, ist ein spanischer Fußballspieler. Der Mittelfeldspieler steht bei Flamengo Rio de Janeiro unter Vertrag und ist seit 2016 A-Nationalspieler.

## Karriere

### Vereine
Saúl kam mit elf Jahren zur Jugendabteilung von Real Madrid. Nachdem er dort nicht glücklich geworden war, wechselte er 2008 zum Stadtrivalen Atlético Madrid. Dort rückte er zur Saison 2010/11 zur zweiten Mannschaft auf und kam für diese in der Segunda División B, Spaniens dritthöchster Liga, zum Einsatz. Bis 2013 absolvierte er 70 Spiele und erzielte dabei acht Tore.
Sein erstes Spiel für die erste Mannschaft absolvierte Saúl am 8. März 2012 beim 3:1-Heimsieg gegen Beşiktaş Istanbul im Achtelfinale der Europa League, die er mit Atlético am Saisonende gewann. Sein Debüt in der Primera División gab Saúl am 21. April 2013 beim 1:0-Auswärtssieg gegen den FC Sevilla, nachdem er in der 88. Minute für Koke eingewechselt worden war. Am Ende der Saison 2012/13 gewann er mit Atlético die Copa del Rey. Nach nur zwei Ligaeinsätzen wurde Saúl in der Spielzeit 2013/14 an den Ligakonkurrenten Rayo Vallecano verliehen, für den er am 24. November 2013 bei der 1:4-Niederlage gegen Espanyol Barcelona sein erstes Tor im Profifußball erzielte. Insgesamt kam er für Rayo auf 34 Ligaeinsätze und zwei Tore.
Zur Saison 2014/15 kehrte Saúl zu Atlético Madrid zurück. Im August 2014 gewann er mit dem Verein durch ein 2:1 nach Hin- und Rückspiel gegen Real Madrid den spanischen Superpokal. Am 16. September 2014 debütierte er bei der 2:3-Niederlage im Gruppenspiel gegen Olympiakos Piräus in der Champions League. Anfang Mai 2015 verlängerte Saúl seinen Vertrag bis zum 30. Juni 2020. Sein erstes Tor in der Champions League erzielte er am 21. Oktober 2015 beim 4:0-Heimsieg im Gruppenspiel gegen den FK Astana. Nachdem sich Tiago Ende November 2015 das Schienbein gebrochen hatte, erkämpfte sich Saúl einen Stammplatz in Atléticos Mittelfeld. Er kam in der Champions League in allen 13 Spielen seiner Mannschaft zum Einsatz und trug u. a. mit einem Tor im Halbfinale gegen den FC Bayern München dazu bei, dass das Finale gegen Real Madrid erreicht wurde. In der Liga kam er zu 31 Einsätzen, in denen er vier Tore erzielte und belegte mit der Mannschaft den dritten Tabellenplatz. Mitte Mai 2016 wurde sein Vertrag um ein weiteres Jahr bis 2021 verlängert. Im Juli 2017 verlängerte er seinen Vertrag bis zum 30. Juni 2026. In der Spielzeit 2017/18 gewann Saúl mit Atlético erneut die Europa League und Mitte August 2018 erstmals den UEFA Super Cup. In der Saison 2020/21 wurde er mit Atlético erstmals spanischer Meister.
Ende August 2021 wurde Saúl bis Saisonende an den FC Chelsea in die Premier League verliehen. Der damalige Champions-League-Sieger besaß anschließend eine Kaufoption, die ungenutzt blieb.
Im Zur Saison 2024/25 wurde er an den FC Sevilla verliehen.
Im Juli 2025 wechselte er zu Flamengo Rio de Janeiro nach Brasilien und unterschrieb dort einen Vertrag bis 2028.

### Nationalmannschaft

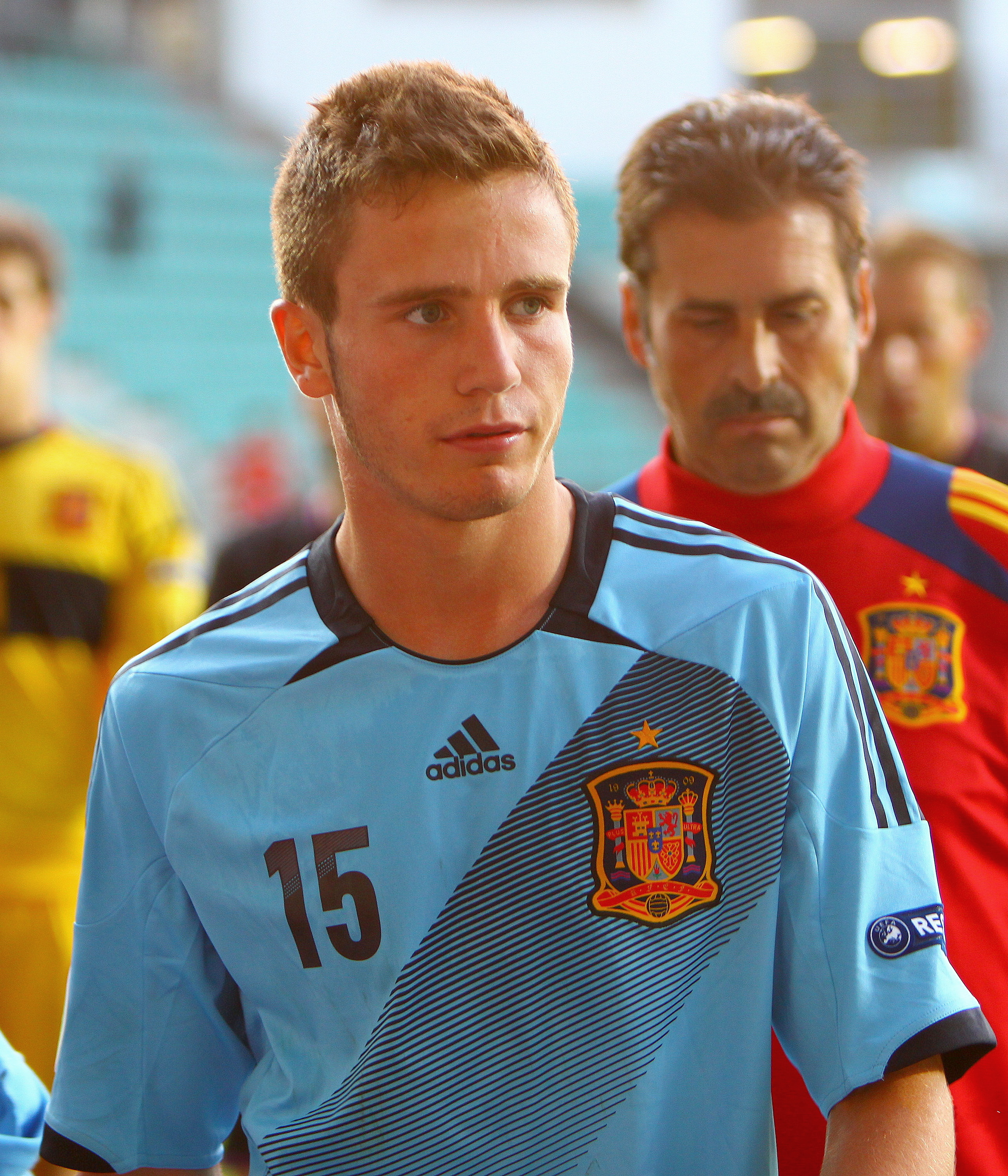
Saúl im Trikot der U19-Nationalmannschaft (2012)

Saúl durchlief ab 2009 von der U16-Nationalmannschaft an alle Jugendmannschaften des spanischen Fußballverbandes. Mit der U17-Nationalmannschaft nahm er 2010 an der U17-Europameisterschaft in Liechtenstein teil und kam im Turnier einmal zum Einsatz. Mit der U19-Auswahl gewann er im Juli 2012 die U19-Europameisterschaft in Estland. Im Turnierverlauf wurde Saúl dabei viermal eingesetzt. Im Sommer 2013 nahm er mit der U20 an der U20-Weltmeisterschaft in der Ukraine teil, bei der das Team im Viertelfinale an Uruguay scheiterte.
Am 5. September 2013 debütierte Saúl beim 6:2-Sieg in Österreich in der spanischen U21-Nationalmannschaft. Seinen ersten Treffer für die U21 erzielte er am 10. Oktober 2013 beim 3:2-Sieg gegen Bosnien und Herzegowina. Im Juni 2017 nahm er mit der Mannschaft an der U21-Europameisterschaft in Polen teil. Beim 3:1-Sieg im Halbfinale gegen Italien erzielte Saúl alle drei Tore. Im Finale unterlag er mit seiner Mannschaft Deutschland mit 0:1. Saúl wurde mit fünf Treffern Torschützenkönig des Turniers. Insgesamt kann Saúl 25 Einsätze und neun Tore für die U21-Auswahl aufweisen.
Am 1. September 2016 kam Saúl beim 2:0-Sieg im Freundschaftsspiel gegen Belgien erstmals für die A-Nationalmannschaft zum Einsatz. Am 21. Mai 2018 wurde er von Nationaltrainer Julen Lopetegui in den spanischen Kader für die Weltmeisterschaft 2018 in Russland berufen, kam im Turnier jedoch nicht zum Einsatz.

## Erfolge
Atlético Madrid
- Europa-League-Sieger: 2012, 2018
- Spanischer Pokalsieger: 2013
- Spanischer Superpokalsieger: 2014
- Champions-League-Finalist: 2016
- UEFA-Super-Cup-Sieger: 2018
- Spanischer Meister: 2021

FC Chelsea
- FIFA-Klub-Weltmeister: 2021

Nationalmannschaft
- U19-Europameister: 2012
- Vize-U21-Europameister: 2017

## Auszeichnungen
- Torschützenkönig der U21-Europameisterschaft: 2017 (5 Tore)

## Transferrechte
Durch Enthüllungen bei Football Leaks wurde bekannt, dass Atlético Madrid 40 Prozent der Transferrechte von Saúl in dessen Alter von 16 Jahren für 1,5 Millionen Euro an eine Investorengruppe abgab. Bei der durch den aktuellen Vertrag festgesetzte Mindestablösesumme von 45 Millionen Euro würden die Investoren bei einem Verkauf des Spielers einen Gewinn von 1000 Prozent erzielen. An diesem Deal ist auch ein in einer Steueroase befindlicher Fond des derzeit mächtigsten Spielerberaters der Welt, Jorge Mendes, beteiligt. Aufgrund zahlreicher Kritik an diesen Investorenmodellen verbot die FIFA im Jahr 2015 solch sogenannte „Third Party Ownerships“. Bereits abgeschlossene Verträge sind davon aber ausgenommen.

## Familie
Saúls Brüder Jonathan (* 1985) und Aarón (* 1989) sind ebenfalls Profifußballspieler. Ihr Vater ist der ehemalige Fußballspieler José Antonio Ñíguez (* 1962).